# Cylloceria aino
Cylloceria aino är en stekelart som först beskrevs av Tohru Uchida 1928.  Cylloceria aino ingår i släktet Cylloceria och familjen brokparasitsteklar. Inga underarter finns listade i Catalogue of Life.